# Ría de Oyambre

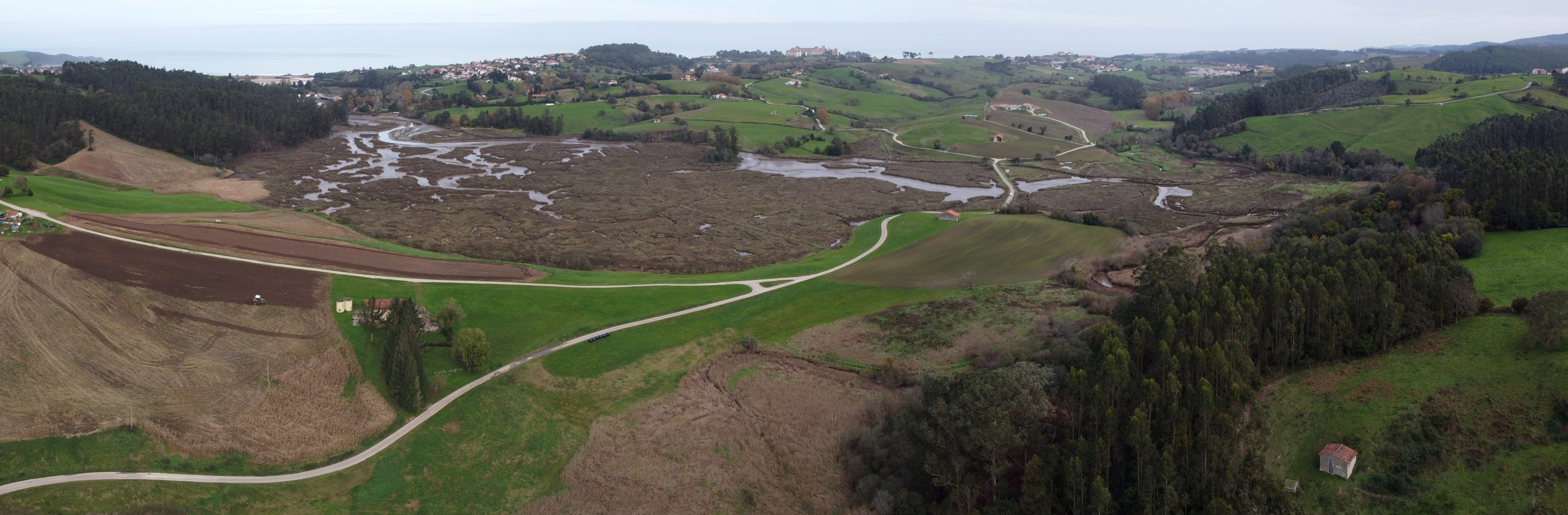
Ría de la Rabia en Comillas.

La ría de Oyambre o ría de la Rabia es un estuario situado en la costa oeste de Cantabria (España), entre los municipios de San Vicente de la Barquera, Valdáliga y Comillas, no siendo la desembocadura de ningún curso fluvial importante; entre los pequeños arroyos y ríos que aportan agua dulce destaca el pequeño río Turbio. De ella toman el nombre el parque natural de Oyambre y la playa de Oyambre. Tiene una superficie de 100,2 hectáreas y un perímetro de 13,6 kilómetros, con una superficie intermareal del 86%. La zona exterior o en contacto directo con el mar, en la que se juntan las rías de la Rabia y el Capitán, es una zona arenosa con un puntal carente casi del todo de vegetación.

## Ría de la Rabia o ría de Zapedo
Se divide en dos brazos de agua, uno al este mucho más ancho y profundo, aunque con un canal más estrecho de acceso al mar Cantábrico, y otro al oeste. La parte más profunda del este es la que se llama propiamente La Rabia o Zapedo, y está ocupada por la especie Baccharis halimifolia, cuya presencia resta territorio al carrizal.

## Ría del Capitán
El sector oeste, menor, se denomina del Capitán y está limitado por el dique de un antiguo molino mareal. La vegetación es típica de la zona y la influencia del agua dulce es mayor que en la Rabia.
En su sector intermedio aparece un eucaliptal muerto y anegado, que comporta una de las imágenes características de la zona.